# Olha Jarlán
Olha Hennádivna Jarlán (en ucraniano: Ольга Геннадіївна Харлан; Mykolaiv, 4 de septiembre de 1990) es una deportista ucraniana que compite en esgrima, especialista en la modalidad de sable. Estuvo casada con el esgrimidor Dmytro Boiko.
Participó en cinco Juegos Olímpicos de Verano, entre los años 2008 y 2024, obteniendo en total seis medallas: oro en Pekín 2008, en la prueba por equipos (junto con Olena Jomrova, Halyna Pundyk y Olha Zhovnir), bronce en Londres 2012, en la prueba individual, plata y bronce en Río de Janeiro 2016, en las pruebas por equipos (con Alina Komashchuk, Olena Kravatska y Olena Voronina) e individual, y dos en París 2024, oro por equipos (con Yuliya Bakastova, Alina Komashchuk y Olena Kravatska) y bronce individual.
Ganó quince medallas en el Campeonato Mundial de Esgrima entre los años 2007 y 2019, y veintidós medallas en el Campeonato Europeo de Esgrima entre los años 2005 y 2024. En los Juegos Europeos obtuvo dos medallas de oro, en Bakú 2015 (equipos) y en Cracovia 2023 (individual).

## Palmarés internacional
| Juegos Olímpicos   | Juegos Olímpicos        | Juegos Olímpicos  | Juegos Olímpicos  |
| Año                | Lugar                   | Medalla           | Prueba            |
| ------------------ | ----------------------- | ----------------- | ----------------- |
| 2008               | Pekín (China)           | Medalla de oro    | Sable por equipos |
| 2012               | Londres (Reino Unido)   | Medalla de bronce | Sable individual  |
| 2016               | Río de Janeiro (Brasil) | Medalla de plata  | Sable por equipos |
| 2016               | Río de Janeiro (Brasil) | Medalla de bronce | Sable individual  |
| 2024               | París (Francia)         | Medalla de bronce | Sable individual  |
| 2024               | París (Francia)         | Medalla de oro    | Sable por equipos |
| Campeonato Mundial |                         |                   |                   |
| Año                | Lugar                   | Medalla           | Prueba            |
| 2007               | San Petersburgo (Rusia) | Medalla de plata  | Sable por equipos |
| 2009               | Antalya (Turquía)       | Medalla de oro    | Sable por equipos |
| 2009               | Antalya (Turquía)       | Medalla de plata  | Sable individual  |
| 2010               | París (Francia)         | Medalla de plata  | Sable individual  |
| 2010               | París (Francia)         | Medalla de plata  | Sable por equipos |
| 2011               | Catania (Italia)        | Medalla de plata  | Sable por equipos |
| 2011               | Catania (Italia)        | Medalla de bronce | Sable individual  |
| 2012               | Kiev (Ucrania)          | Medalla de plata  | Sable por equipos |
| 2013               | Budapest (Hungría)      | Medalla de oro    | Sable individual  |
| 2013               | Budapest (Hungría)      | Medalla de oro    | Sable por equipos |
| 2014               | Kazán (Rusia)           | Medalla de oro    | Sable individual  |
| 2014               | Kazán (Rusia)           | Medalla de bronce | Sable por equipos |
| 2015               | Moscú (Rusia)           | Medalla de plata  | Sable por equipos |
| 2017               | Leipzig (Alemania)      | Medalla de oro    | Sable individual  |
| 2019               | Budapest (Hungría)      | Medalla de oro    | Sable individual  |
| Juegos Europeos    |                         |                   |                   |
| Año                | Lugar                   | Medalla           | Prueba            |
| 2015               | Bakú (Azerbaiyán)       | Medalla de oro    | Sable por equipos |
| 2023               | Cracovia (Polonia)      | Medalla de oro    | Sable individual  |
| Campeonato Europeo |                         |                   |                   |
| Año                | Lugar                   | Medalla           | Prueba            |
| 2005               | Zalaegerszeg (Hungría)  | Medalla de bronce | Sable por equipos |
| 2006               | Esmirna (Turquía)       | Medalla de plata  | Sable individual  |
| 2007               | Gante (Bélgica)         | Medalla de plata  | Sable por equipos |
| 2008               | Kiev (Ucrania)          | Medalla de plata  | Sable por equipos |
| 2009               | Plovdiv (Bulgaria)      | Medalla de oro    | Sable individual  |
| 2009               | Plovdiv (Bulgaria)      | Medalla de oro    | Sable por equipos |
| 2010               | Leipzig (Alemania)      | Medalla de oro    | Sable por equipos |
| 2011               | Sheffield (Reino Unido) | Medalla de oro    | Sable individual  |
| 2011               | Sheffield (Reino Unido) | Medalla de plata  | Sable por equipos |
| 2012               | Legnano (Italia)        | Medalla de oro    | Sable individual  |
| 2012               | Legnano (Italia)        | Medalla de plata  | Sable por equipos |
| 2013               | Zagreb (Croacia)        | Medalla de oro    | Sable individual  |
| 2013               | Zagreb (Croacia)        | Medalla de plata  | Sable por equipos |
| 2014               | Estrasburgo (Francia)   | Medalla de oro    | Sable individual  |
| 2014               | Estrasburgo (Francia)   | Medalla de bronce | Sable por equipos |
| 2015               | Montreux (Suiza)        | Medalla de bronce | Sable por equipos |
| 2016               | Toruń (Polonia)         | Medalla de bronce | Sable individual  |
| 2016               | Toruń (Polonia)         | Medalla de bronce | Sable por equipos |
| 2018               | Novi Sad (Serbia)       | Medalla de plata  | Sable por equipos |
| 2019               | Düsseldorf (Alemania)   | Medalla de oro    | Sable individual  |
| 2022               | Antalya (Turquía)       | Medalla de bronce | Sable por equipos |
| 2024               | Basilea (Suiza)         | Medalla de plata  | Sable por equipos |